# Les héros sont immortels
Pour plus de détails, voir Fiche technique et Distribution.
Les héros sont immortels est un film français de court métrage réalisé par Alain Guiraudie et sorti en 1990.

## Synopsis
Une nuit, sur la place de l'église d'un village de l'Aveyron, Basile et Igor attendent un troisième personnage qui doit financer leur projet de magazine.

## Fiche technique
- Titre : Les héros sont immortels
- Réalisation : Alain Guiraudie
- Scénario : Alain Guiraudie
- Photographie : Jean-Pierre Brouat
- Musique : Joël Beaufils, Jean-Pascal Leriche, François Meric, Xavier Rosso
- Montage : Pierre Molin
- Son : Xavier Rosso
- Production : G.R.E.C.
- Pays de production :  France
- Format : Couleurs - 16 mm
- Genre : comédie
- Durée : 14 minutes
- Date de sortie : 1990

## Distribution
- Jean-Claude Feugnet
- Alain Guiraudie

## Accueil critique
- Dans les Cahiers du cinéma (n° 694, novembre 2013, p. 73), Laura Tuillier souligne que « déjà, et avant la richesse picaresque des moyens et longs métrages qui suivront, ce film resserré (dix minutes) s'impose par son sens de l'épure et du secret ».
- Ce court métrage est « une sorte de prémisse à L'Inconnu du lac vingt ans plus tôt » (Forum des Images, à l'occasion de la soirée consacrée à Alain Guiraudie et animée par Xavier Leherpeur le 17 octobre 2013 )